# Polymicrodon digitatum
Polymicrodon digitatum är en mångfotingart som beskrevs av Ribaut 1913. Polymicrodon digitatum ingår i släktet Polymicrodon och familjen knöldubbelfotingar. Inga underarter finns listade i Catalogue of Life.